# Прелюбодеяние (филм)
„Прелюбодеяние“ е български игрален филм от 2014 година. Режисьор и сценарист Явор Веселинов. Оператор е Росен Даскалов. Музиката във филма е композирана от Емилиян Гацов, Венцислав Лалев и Свилен Начев.

## Сюжет
19-годишният Виктор живее с баща си Александър – известен физик, който осигурява добър стандарт на живот за сина си. Застаряващ чаровник, Александър е добра партия за студентката Поли, влюбена в него. Виктор трудно приема тази връзка на баща си с негова връстничка. Бащата заминава в командировка. Неочаквано за Виктор, Поли решава да го придружи до семейната вила. Не издържат на изкушението. Така Виктор инстинктивно отмъщава на баща си. Нищо не подозиращият Александър се опитва да наложи своя възглед за красотата в съвместния им живот. Напразно – съдбата има други намерения.

## Актьорски състав
- Ованес Торосян – Виктор
- Владимир Пенев – физикът Александър
- Лидия Инджова – Юлия
- Полин Лалова – Поли
- Касиел Ноа Ашер – майката
- Любомир Нейков – г-н Пандзис
- Леонид Йовчев – Чарли
- Ирена Даскалова – шаферка
- Владимир Димитров – барман
- Мирослава Гоговска
- Димитър Живков
- Паулина Козловска – медицинската сестра
- Красимира Кузманова – секретарка
- Асен Мутафчиев
- Христо Петков – приятел
- Васил Ряхов
- Наум Шопов
- Тигран Торосян
- Мартин Цонев – младия Виктор
- Явор Веселинов – Борис